# Olga Govortsova
Olga Govortsova, née le 23 août 1988 à Pinsk, est une joueuse de tennis biélorusse, professionnelle depuis 2006.
Sa surface de prédilection est le dur. Elle est entraînée par John Roddick.
Sur le circuit junior, elle a remporté Wimbledon en 2004 en double filles, aux côtés de sa compatriote Victoria Azarenka.
2007 la voit progresser de la 334e à la 48e place mondiale, notamment grâce à un quart de finale au Classic de Stanford en juillet et une demi-finale à l'Open de Tachkent en octobre.
En 2008, elle atteint la finale du Tournoi de Memphis en simple, battue par la revenante Lindsay Davenport. Elle remporte son premier titre en double à Istanbul associée à Jill Craybas. Elle atteint également la finale du tournoi de Charleston avec Edina Gallovits.

## Palmarès

### Titre en simple dames
Aucun

### Finales en simple dames
| No | Date       | Nom et lieu du tournoi                     | Catégorie | Dotation    | Surface      | Vainqueure          | Score          |          |
| -- | ---------- | ------------------------------------------ | --------- | ----------- | ------------ | ------------------- | -------------- | -------- |
| 1  | 25-02-2008 | Cellular South Cup, Memphis                | Tier III  | 175 000 $   | Dur (int.)   | Lindsay Davenport   | 6-2, 6-1       | Parcours |
| 2  | 19-10-2009 | Kremlin Cup, Moscou                        | Premier   | 1 000 000 $ | Dur (int.)   | Francesca Schiavone | 6-3, 6-0       | Parcours |
| 3  | 05-04-2010 | MPS Group Championships, Ponte Vedra Beach | Intern'l  | 220 000 $   | Terre (ext.) | Caroline Wozniacki  | 6-2, 7-5       | Parcours |
| 4  | 09-09-2013 | Tashkent Open, Tachkent                    | Intern'l  | 235 000 $   | Dur (ext.)   | Bojana Jovanovski   | 4-6, 7-5, 7-63 | Parcours |

### Titres en double dames
| No | Date       | Nom et lieu du tournoi                  | Catégorie | Dotation    | Surface      | Partenaire           | Finalistes                               | Score             |          |
| -- | ---------- | --------------------------------------- | --------- | ----------- | ------------ | -------------------- | ---------------------------------------- | ----------------- | -------- |
| 1  | 19-05-2008 | Istanbul Cup Istanbul                   | Tier III  | 200 000 $   | Terre (ext.) | Jill Craybas         | Marina Erakovic Polona Hercog            | 6-1, 6-2          | Parcours |
| 2  | 14-09-2009 | International Women’s Open Guangzhou    | Intern'l  | 220 000 $   | Dur (ext.)   | Tatiana Poutchek     | Kimiko Date-Krumm Sun Tiantian           | 3-6, 6-2, [10-8]  | Parcours |
| 3  | 21-09-2009 | Tashkent Open Tachkent                  | Intern'l  | 220 000 $   | Dur (ext.)   | Tatiana Poutchek     | Vitalia Diatchenko Ekaterina Dzehalevich | 6-2, 6-71, [10-8] | Parcours |
| 4  | 02-10-2010 | China Open Pékin                        | PREMIER*  | 4 500 000 $ | Dur (ext.)   | Chuang Chia-jung     | Gisela Dulko Flavia Pennetta             | 7-62, 1-6, [10-7] | Parcours |
| 5  | 14-02-2011 | Cellular South Cup Memphis              | Intern'l  | 220 000 $   | Dur (int.)   | Alla Kudryavtseva    | Andrea Hlaváčková Lucie Hradecká         | 6-3, 4-6, [10-8]  | Parcours |
| 6  | 06-06-2011 | Aegon Classic Birmingham                | Intern'l  | 220 000 $   | Gazon (ext.) | Alla Kudryavtseva    | Sara Errani Roberta Vinci                | 1-6, 6-1, [10-5]  | Parcours |
| 7  | 22-08-2011 | New Haven Open at Yale New Haven        | Premier   | 618 000 $   | Dur (ext.)   | Chuang Chia-jung     | Sara Errani Roberta Vinci                | 7-5, 6-2          | Parcours |
| 8  | 21-05-2012 | Internationaux de Strasbourg Strasbourg | Intern'l  | 220 000 $   | Terre (ext.) | Klaudia Jans-Ignacik | Natalie Grandin Vladimíra Uhlířová       | 6-74, 6-3, [10-3] | Parcours |

### Finales en double dames
| No | Date       | Nom et lieu du tournoi                 | Catégorie | Dotation    | Surface      | Vainqueures                      | Partenaire        | Score             |          |
| -- | ---------- | -------------------------------------- | --------- | ----------- | ------------ | -------------------------------- | ----------------- | ----------------- | -------- |
| 1  | 14-04-2008 | Family Circle Cup Charleston           | Tier I    | 1 340 000 $ | Terre (ext.) | Katarina Srebotnik Ai Sugiyama   | Edina Gallovits   | 6-2, 6-2          | Parcours |
| 2  | 25-07-2011 | Citi Open College Park                 | Intern'l  | 220 000 $   | Dur (ext.)   | Sania Mirza Yaroslava Shvedova   | Alla Kudryavtseva | 6-3, 6-3          | Parcours |
| 3  | 19-02-2012 | Memphis International Memphis          | Intern'l  | 220 000 $   | Dur (int.)   | Andrea Hlaváčková Lucie Hradecká | Vera Dushevina    | 6-3, 6-4          | Parcours |
| 4  | 09-09-2013 | Tashkent Open Tachkent                 | Intern'l  | 235 000 $   | Dur (ext.)   | Tímea Babos Yaroslava Shvedova   | Mandy Minella     | 6-3, 6-3          | Parcours |
| 5  | 31-03-2014 | Monterrey Open Monterrey               | Intern'l  | 500 000 $   | Dur (ext.)   | Darija Jurak Megan Moulton-Levy  | Tímea Babos       | 7-65, 3-6, [11-9] | Parcours |
| 6  | 19-09-2016 | Guangzhou International Open Guangzhou | Intern'l  | 250 000 $   | Dur (ext.)   | Asia Muhammad Peng Shuai         | Vera Lapko        | 6-2, 7-63         | Parcours |

### Finale en simple en WTA 125
| No | Date       | Nom et lieu du tournoi | Catégorie | Dotation  | Surface      | Vainqueure          | Score    |          |
| -- | ---------- | ---------------------- | --------- | --------- | ------------ | ------------------- | -------- | -------- |
| 1  | 05-07-2021 | Nordea Open, Båstad    | WTA 125   | 115 000 $ | Terre (ext.) | Nuria Párrizas Díaz | 6-2, 6-2 | Parcours |

### Titre en double en WTA 125
| No | Date       | Nom et lieu du tournoi | Catégorie | Dotation  | Surface      | Partenaire       | Finalistes                     | Score    |          |
| -- | ---------- | ---------------------- | --------- | --------- | ------------ | ---------------- | ------------------------------ | -------- | -------- |
| 1  | 26-07-2021 | Belgrade Open Belgrade | WTA 125   | 115 000 $ | Terre (ext.) | Lidziya Marozava | Alena Fomina Ekaterina Yashina | 6-2, 6-2 | Parcours |

### Finale en double en WTA 125
| No | Date       | Nom et lieu du tournoi    | Catégorie | Dotation  | Surface         | Vainqueures                        | Partenaire     | Score            |          |
| -- | ---------- | ------------------------- | --------- | --------- | --------------- | ---------------------------------- | -------------- | ---------------- | -------- |
| 1  | 29-10-2012 | Taipei Ladies Open Taïwan | WTA 125   | 125 000 $ | Moquette (int.) | Chan Hao-ching Kristina Mladenovic | Chang Kai-chen | 5-7, 6-2, [10-8] | Parcours |

## Parcours en Grand Chelem

### En simple dames
| Année | Open d'Australie | Open d'Australie    | Internationaux de France | Internationaux de France | Wimbledon       | Wimbledon            | US Open         | US Open           |
| ----- | ---------------- | ------------------- | ------------------------ | ------------------------ | --------------- | -------------------- | --------------- | ----------------- |
| 2007  | —                | —                   | —                        | —                        | 2e tour (1/32)  | Marion Bartoli       | 2e tour (1/32)  | Jelena Janković   |
| 2008  | 1er tour (1/64)  | Tsvetana Pironkova  | 3e tour (1/16)           | Elena Dementieva         | 1er tour (1/64) | Nadia Petrova        | 2e tour (1/32)  | Ai Sugiyama       |
| 2009  | 1er tour (1/64)  | Amélie Mauresmo     | 3e tour (1/16)           | Li Na                    | 2e tour (1/32)  | Li Na                | 1er tour (1/64) | Sania Mirza       |
| 2010  | 1er tour (1/64)  | Angelique Kerber    | 2e tour (1/32)           | Daniela Hantuchová       | 1er tour (1/64) | Arantxa Parra        | 1er tour (1/64) | Elena Dementieva  |
| 2011  | 1er tour (1/64)  | Anna Chakvetadze    | 2e tour (1/32)           | Marion Bartoli           | 1er tour (1/64) | Agnieszka Radwańska  | 1er tour (1/64) | Jelena Dokić      |
| 2012  | 2e tour (1/32)   | Anabel Medina       | 2e tour (1/32)           | Angelique Kerber         | 2e tour (1/32)  | Klára Koukalová      | 3e tour (1/16)  | Angelique Kerber  |
| 2013  | 2e tour (1/32)   | Li Na               | 1er tour (1/64)          | Marion Bartoli           | 1er tour (1/64) | Simona Halep         | 1er tour (1/64) | Li Na             |
| 2014  | 2e tour (1/32)   | Agnieszka Radwańska | 1er tour (1/64)          | Claire Feuerstein        | 1er tour (1/64) | Sílvia Soler         | 1er tour (1/64) | Eugenie Bouchard  |
| 2015  | Q3               | Stéphanie Foretz    | Q1                       | Alexa Glatch             | 4e tour (1/8)   | Madison Keys         | 2e tour (1/32)  | Mona Barthel      |
| 2016  | 1er tour (1/64)  | Tatjana Maria       | 1er tour (1/64)          | Mónica Puig              | 1er tour (1/64) | Lara Arruabarrena    | Q1              | Aleksandra Krunić |
| 2017  | Q1               | Mihaela Buzărnescu  | Q1                       | Kayla Day                | Q1              | Elizaveta Kulichkova | —               | —                 |
| 2018  | —                | —                   | —                        | —                        | —               | —                    | Q3              | Nicole Gibbs      |
| 2019  | Q3               | Misaki Doi          | —                        | —                        | —               | —                    | Q2              | Wang Xinyu        |
| 2020  | Q2               | Caroline Dolehide   | —                        | —                        | Annulé          | Annulé               | 2e tour (1/32)  | Sloane Stephens   |
| 2021  | Q1               | Aleksandra Krunić   | 1er tour (1/64)          | Elena Vesnina            | 1er tour (1/64) | Coco Vandeweghe      | Q1              | Reese Brantmeier  |
| 2022  | Q3               | Martina Trevisan    | Q1                       | Cristina Bucșa           | —               | —                    | —               | —                 |
| 2023  | —                | —                   | Q1                       | Laura Pigossi            | —               | —                    | Q1              | Valerie Glozman   |

N.B. : à droite du résultat se trouve le nom de l'ultime adversaire.

### En double dames
N.B. : le nom de la partenaire se trouve sous le résultat ; le nom des ultimes adversaires se trouve à droite.

### En double mixte
| Année | Open d'Australie           | Open d'Australie           | Internationaux de France   | Internationaux de France | Wimbledon                   | Wimbledon                  | US Open                    | US Open                    |
| ----- | -------------------------- | -------------------------- | -------------------------- | ------------------------ | --------------------------- | -------------------------- | -------------------------- | -------------------------- |
| 2008  | —                          | —                          | 2e tour (1/8) David Martin | V. Razzano Rogier Wassen | 3e tour (1/8) Max Mirnyi    | Chuang C.J. Daniel Nestor  | —                          | —                          |
| 2010  | —                          | —                          | —                          | —                        | 2e tour (1/16) Eric Butorac | Lisa Raymond Wesley Moodie | 2e tour (1/8) M. Matkowski | Lisa Raymond Wesley Moodie |
| 2011  | 2e tour (1/8) M. Matkowski | K. Srebotnik Daniel Nestor | —                          | —                        | 3e tour (1/8) Eric Butorac  | Elena Vesnina M. Bhupathi  | 1/4 de finale M. Matkowski | Elena Vesnina Leander Paes |

N.B. : le nom du partenaire se trouve sous le résultat ; le nom des ultimes adversaires se trouve à droite.

## Parcours en «Premier Mandatory» et «Premier 5»
Découlant d'une réforme du circuit WTA inaugurée en 2009, les tournois WTA « Premier Mandatory » et « Premier 5 » constituent les catégories d'épreuves les plus prestigieuses, après les quatre levées du Grand Chelem.

### En simple dames
| Année |              | Premier Mandatory             | Premier Mandatory             | Premier Mandatory          | Premier Mandatory           |       | Premier 5 | Premier 5                     | Premier 5                    | Premier 5                    | Premier 5                  | Premier 5 | Premier 5                   |
| Année | Indian Wells | Miami                         | Madrid                        | Pékin                      |                             | Dubaï | Rome      | Canada                        | Cincinnati                   |                              | Tokyo                      |           |                             |
| Année | Indian Wells | Miami                         | Madrid                        | Pékin                      |                             | Doha  | Rome      | Canada                        | Cincinnati                   |                              | Wuhan                      |           |                             |
| Année | Indian Wells | Miami                         | Madrid                        | Pékin                      |                             |       | Rome      | Canada                        | Cincinnati                   |                              |                            |           |                             |
| 2009  |              | 2e tour (1/32) Peng S.        | 1er tour (1/64) A. Yakimova   |                            | 1er tour (1/32) V. Azarenka |       |           | 1er tour (1/32) A. Bondarenko |                              |                              | 2e tour (1/16) V. Williams |           |                             |
| 2010  |              | 2e tour (1/32) E. Dementieva  | 1er tour (1/64) G. Dulko      | 2e tour (1/16) L. Šafářová | 2e tour (1/16) A. Ivanović  |       |           | 3e tour (1/8) V. Williams     | 1er tour (1/32) L. Šafářová  | 1er tour (1/32) Y. Wickmayer | 1er tour (1/32) S. Peer    |           | 2e tour (1/16) A. Radwańska |
| 2011  |              | 1er tour (1/64) T. Bacsinszky | 1er tour (1/64) A. Tatishvili | 1er tour (1/32) R. Vinci   |                             |       |           |                               |                              |                              |                            |           |                             |
| 2012  |              | 1er tour (1/64) K. Pervak     |                               |                            | 1er tour (1/32) T. Paszek   |       |           |                               | 1er tour (1/32) P. Cetkovská |                              |                            |           |                             |
| 2013  |              | 2e tour (1/32) P. Kvitová     | 2e tour (1/32) S. Stephens    |                            |                             |       |           | 1er tour (1/32) S. Halep      |                              |                              |                            |           |                             |
| 2014  |              |                               | 2e tour (1/32) F. Pennetta    |                            |                             |       |           |                               |                              |                              |                            |           |                             |
| 2015  |              |                               |                               | 1er tour (1/32) P. Kvitová |                             |       |           |                               |                              | 2e tour (1/16) A. Ivanović   |                            |           |                             |
| 2016  |              | 1er tour (1/64) M. Gasparyan  | 1er tour (1/64) Z. Diyas      |                            |                             |       |           |                               |                              |                              |                            |           |                             |

Sous le résultat, l’ultime adversaire.

### En double dames
| Année                        | Premier Mandatory    | Premier Mandatory            | Premier Mandatory | Premier Mandatory            | Premier Mandatory    | Premier Mandatory         | Premier Mandatory    | Premier Mandatory    | Premier 5           | Premier 5              | Premier 5           | Premier 5                  | Premier 5              | Premier 5              | Premier 5             | Premier 5                    | Premier 5              | Premier 5  | Premier 5 | Premier 5 | Premier 5 | Premier 5 |
| Année                        | Indian Wells         | Indian Wells                 | Miami             | Miami                        | Madrid               | Madrid                    | Pékin                | Pékin                | Dubaï               | Dubaï                  | Doha                | Doha                       | Rome                   | Rome                   | Canada                | Canada                       | Cincinnati             | Cincinnati | Tokyo     | Tokyo     | Wuhan     | Wuhan     |
| ---------------------------- | -------------------- | ---------------------------- | ----------------- | ---------------------------- | -------------------- | ------------------------- | -------------------- | -------------------- | ------------------- | ---------------------- | ------------------- | -------------------------- | ---------------------- | ---------------------- | --------------------- | ---------------------------- | ---------------------- | ---------- | --------- | --------- | --------- | --------- |
| 2009                         |                      |                              |                   |                              |                      |                           |                      |                      |                     |                        |                     |                            |                        |                        |                       |                              |                        |            |           |           |           |           |
| —                            | —                    | —                            | —                 | —                            | —                    | 1er tour (1/16) Poutchek  | Grönefeld Schnyder   | —                    | —                   |                        |                     | —                          | —                      | —                      | —                     | —                            | —                      | —          | —         |           |           |           |
| 2010                         |                      |                              |                   |                              |                      |                           |                      |                      |                     |                        |                     |                            |                        |                        |                       |                              |                        |            |           |           |           |           |
| 1er tour (1/16) Poutchek     | Amanmuradova Kustova | —                            | —                 | 1er tour (1/16) Kudryavtseva | Rodionova Schnyder   | Victoire Chuang           | Dulko Pennetta       | 1/4 de finale Chuang | Llagostera Martínez |                        |                     | 2e tour (1/8) Chuang       | Rosolska Shvedova      | 1er tour (1/16) Chuang | Niculescu Peer        | 1er tour (1/16) Chuang       | Grandin Spears         | —          | —         |           |           |           |
| 2011                         |                      |                              |                   |                              |                      |                           |                      |                      |                     |                        |                     |                            |                        |                        |                       |                              |                        |            |           |           |           |           |
| 1er tour (1/16) Kudryavtseva | Chan Zheng           | 1er tour (1/16) Kudryavtseva | Dulko Pennetta    | 1er tour (1/16) Chuang       | Kuznetsova Zvonareva | 1er tour (1/16) Chuang    | Hantuchová Radwańska | —                    | —                   |                        |                     | 1er tour (1/16) Chuang     | Dulgheru Gajdošová     | 2e tour (1/8) Chuang   | Jans-Ignacik Rosolska | 1er tour (1/16) Chuang       | Dellacqua Kudryavtseva | —          | —         |           |           |           |
| 2012                         |                      |                              |                   |                              |                      |                           |                      |                      |                     |                        |                     |                            |                        |                        |                       |                              |                        |            |           |           |           |           |
| 1er tour (1/16) Rodionova    | Erakovic Niculescu   | 1er tour (1/16) Rodionova    | Dushevina Peer    | —                            | —                    | 1er tour (1/16) Niculescu | Hantuchová Peng      |                      |                     | —                      | —                   | 1er tour (1/16) Voskoboeva | Kirilenko Petrova      | —                      | —                     | 1er tour (1/16) Kudryavtseva | Llagostera Martínez    | —          | —         |           |           |           |
| 2013                         |                      |                              |                   |                              |                      |                           |                      |                      |                     |                        |                     |                            |                        |                        |                       |                              |                        |            |           |           |           |           |
| 1er tour (1/16) Dekmeijere   | Date-Krumm Dellacqua | 1er tour (1/16) Dekmeijere   | Babos Minella     | 2e tour (1/8) Chan           | Makarova Vesnina     | 1er tour (1/16) Rosolska  | Kops-Jones Spears    |                      |                     | 1er tour (1/16) Klepač | Hlaváčková Šafářová | 2e tour (1/8) Moulton-Levy | Kudryavtseva Rodionova | 2e tour (1/8) Begu     | Grönefeld Peschke     | —                            | —                      | —          | —         |           |           |           |

N.B. : le nom de la partenaire se trouve sous le résultat ; le nom des ultimes adversaires se trouve à droite.

## Parcours aux Jeux olympiques

### En simple dames
| # | Date       | Nom de l'olympiade  | Surface    | Résultat        | Ultime adversaire | Score    |          |
| - | ---------- | ------------------- | ---------- | --------------- | ----------------- | -------- | -------- |
| 1 | 11/08/2008 | Olympic Games Pékin | Dur (ext.) | 1er tour (1/32) | Serena Williams   | 6-3, 6-1 | Parcours |

### En double dames
| # | Date       | Nom de l'olympiade  | Surface    | Résultat      | Partenaire    | Ultimes adversaires                  | Score    |          |
| - | ---------- | ------------------- | ---------- | ------------- | ------------- | ------------------------------------ | -------- | -------- |
| 1 | 11/08/2008 | Olympic Games Pékin | Dur (ext.) | 2e tour (1/8) | Darya Kustova | Alona Bondarenko Kateryna Bondarenko | 6-1, 6-3 | Parcours |

## Parcours en Fed Cup
| #                                                                      | Date       | Lieu              | Surface      | Gagnante(s)                           | Perdante(s)                     | Score         |          |
|                                                                        |            |                   |              |                                       |                                 |               |          |
| 2011 - Barrage (groupe mondial II) - Biélorussie - Estonie - 5 : 0     |            |                   |              |                                       |                                 |               |          |
| 1                                                                      | 16/04/2011 | Minsk             | Dur (int.)   | Olga Govortsova                       | Margit Ruutel                   | 6-0, 6-0      | Parcours |
| 1                                                                      | 16/04/2011 | Minsk             | Dur (int.)   | Olga Govortsova                       | Anett Kontaveit                 | 6-0, 6-2      | Parcours |
|                                                                        |            |                   |              |                                       |                                 |               |          |
| 2012 - 1er tour (groupe mondial II) - États-Unis - Biélorussie - 5 : 0 |            |                   |              |                                       |                                 |               |          |
| 2                                                                      | 04/02/2012 | Worcester         | Dur (int.)   | Serena Williams                       | Olga Govortsova                 | 7-5, 6-0      | Parcours |
|                                                                        |            |                   |              |                                       |                                 |               |          |
| 2012 - Barrage (groupe mondial II) - Suisse - Biélorussie - 4 : 1      |            |                   |              |                                       |                                 |               |          |
| 3                                                                      | 21/04/2012 | Yverdon-les-Bains | Dur (int.)   | Olga Govortsova                       | Timea Bacsinszky                | 6-4, 6-4      | Parcours |
| 3                                                                      | 21/04/2012 | Yverdon-les-Bains | Dur (int.)   | Stefanie Vögele                       | Olga Govortsova                 | 6-1, 6-1      | Parcours |
|                                                                        |            |                   |              |                                       |                                 |               |          |
| 2015 - Barrage (groupe mondial II) - Japon - Biélorussie - 2 : 3       |            |                   |              |                                       |                                 |               |          |
| 4                                                                      | 18/04/2015 | Tokyo             | Dur (int.)   | Kurumi Nara                           | Olga Govortsova                 | 6-4, 4-6, 6-2 | Parcours |
| 4                                                                      | 18/04/2015 | Tokyo             | Dur (int.)   | Victoria Azarenka Olga Govortsova     | Shuko Aoyama Ayumi Morita       | 6-3, 6-4      | Parcours |
|                                                                        |            |                   |              |                                       |                                 |               |          |
| 2016 - 1er tour (groupe mondial II) - Canada - Biélorussie - 2 : 3     |            |                   |              |                                       |                                 |               |          |
| 5                                                                      | 06/02/2016 | Québec            | Dur (int.)   | Aleksandra Wozniak                    | Olga Govortsova                 | 6-2, 6-2      | Parcours |
| 5                                                                      | 06/02/2016 | Québec            | Dur (int.)   | Françoise Abanda                      | Olga Govortsova                 | 6-4, 6-4      | Parcours |
| 5                                                                      | 06/02/2016 | Québec            | Dur (int.)   | Olga Govortsova Aliaksandra Sasnovich | Gabriela Dabrowski Carol Zhao   | 6-2, 6-4      | Parcours |
|                                                                        |            |                   |              |                                       |                                 |               |          |
| 2016 - Barrage (groupe mondial I) - Russie - Biélorussie - 2 : 3       |            |                   |              |                                       |                                 |               |          |
| 6                                                                      | 16/04/2016 | Moscou            | Terre (int.) | Daria Kasatkina Elena Vesnina         | Olga Govortsova Aryna Sabalenka | 6-4, 6-2      | Parcours |
|                                                                        |            |                   |              |                                       |                                 |               |          |
| 2017 - 1er tour (groupe mondial) - Biélorussie - Pays-Bas : 4 : 1      |            |                   |              |                                       |                                 |               |          |
| 7                                                                      | 11/02/2017 | Minsk             | Dur (int.)   | Olga Govortsova Vera Lapko            | Cindy Burger Arantxa Rus        | 6-4, 6-2      | Parcours |
|                                                                        |            |                   |              |                                       |                                 |               |          |
| 2017 - 1/2 finale (groupe mondial) - Biélorussie - Suisse - 3 : 2      |            |                   |              |                                       |                                 |               |          |
| 8                                                                      | 22/04/2017 | Minsk             | Dur (int.)   | Belinda Bencic Martina Hingis         | Olga Govortsova Vera Lapko      | 6-0, 6-1      | Parcours |

## Classements WTA en fin de saison
| Année          | 2004 | 2005 | 2006 | 2007 | 2008 | 2009 | 2010 | 2011 | 2012 | 2013 | 2014 | 2015 | 2016 | 2017 | 2018 | 2019 | 2020 | 2021 | 2022 |
| Rang en simple | 600  | –    | 334  | 49   | 49   | 52   | 74   | 114  | 57   | 95   | 145  | 69   | 199  | 271  | 427  | 187  | 133  | 134  | 607  |
| Rang en double | 677  | 731  | 467  | 404  | 58   | 72   | 29   | 44   | 61   | 60   | 137  | 364  | 247  | 493  | 753  | 172  | 251  | 190  | 507  |

Source : (en) Classements de Olga Govortsova sur le site officiel de la Fédération internationale de tennis